# Lyckad nedfrysning av herr Moro + Resan som blev av
Lyckad nedfrysning av herr Moro är en musikal av Galenskaparna och After Shave, efter idé av Claes Eriksson.
Den handlar om en nästan osynlig man, Herr Moro, i USA någon gång i början av 1900-talet. Herr Moro har ett trist arbete på en kylskåpsfabrik och känner sig ganska misslyckad. Han ställer upp i ett vetenskapligt experiment och låter sig frysas in i ett isblock under 30 minuter för att sedan hackas loss levande. Plötsligt hamnar Herr Moro i centrum och blir föremål för allas intresse.
1994 gav sig Galenskaparna och After Shave ut på Sverigeturné med showen Resan som blev av.
Föreställningen innehöll delvis nyskrivet material, men större delen av numren var hämtade ur tidigare produktioner.
Resan som blev av hade premiär i Pontushallen i Luleå i slutet av april 1994 och turnerade söder ut under en månad.
Turnén avslutades på Olympen i Lund.
I Göteborg spelades showen på Lisebergshallen, där också TV-inspelningen gjordes som visades i SVT på nyårsafton 1994.

## Extramaterial (47 minuter)
- Epilog
- Mera om Moro
- För snabb för sin kropp